# Пурпурногорлый плодоед
Пурпурного́рлый плодое́д (лат. Querula purpurata) — южноамериканский вид воробьинообразных птиц из семейства котинговых (Cotingidae), выделяемый в монотипический род плодоедов (Querula). Распространена эта птица в карибской стороне крайнего юга Никарагуа, в Коста-Рике и запада Панамы южнее на северо-западе Эквадора; также обитает в Амазонской низменности — от востока Колумбии, юга и востока Венесуэлы и Гвианы южнее до юго-востока Перу, центральной Бразилии и севера Боливии. Длина тела самца — 29 см, самки — 27 см; самец весит около 102 грамм, самка — около 98 грамм. Голос птицы громкий. Птицы этого вида летают группами из трёх-шести особей. Взрослые птицы питаются в основном фруктами, которые они срывают на лету.